# Негушень
Негушень, Негушені (рум. Negușeni) — село у повіті Бакеу в Румунії. Входить до складу комуни Рошіорі.
Село розташоване на відстані 264 км на північ від Бухареста, 19 км на північний схід від Бакеу, 63 км на південний захід від Ясс.

## Населення
За даними перепису населення 2002 року у селі проживали 79 осіб, усі — румуни. Усі жителі села рідною мовою назвали румунську.